# Asteasu
Asteasu es un municipio y localidad de la provincia y territorio histórico de Guipúzcoa, en la comunidad autónoma del País Vasco (España). Cuenta con una población de 1575 habitantes (INE 2024).

## Toponimia
Asteasu es un topónimo de origen y significado desconocido. Se escribe igual en castellano y euskera. A mediados del siglo XIX la localidad era denominada como Astiasu, Astiázu o Asteazu.

## Demografía
Asteasu cuenta con una población de 1575 habitantes (INE 2024).
| Gráfica de evolución demográfica de Asteasu entre 1842 y 2021                                                       |
| |
| Población de derecho según los censos de población del INE Población de hecho según los censos de población del INE |

## Economía
Las siguientes empresas del municipio superan los cincuenta trabajadores de plantilla según el Catálogo Industrial Vasco:
- Bost Machine Tools Company: máquina-herramienta a medida.
- Gamesa Energy Transmission (GET): reductoras y multiplicadoras. Pertenece al Grupo Gamesa
- Urbar Ingenieros: ingeniería especializada en vibraciones.

## Administración y política
| Partido político                                              | 2015  | 2015       | 2011  | 2011       | 2007  | 2007       | 2003        | 2003        | 1999    | 1999       | 1995  | 1995       |
| Partido político                                              | %     | Concejales | %     | Concejales | %     | Concejales | %           | Concejales  | %       | Concejales | %     | Concejales |
| Asteasu Batuz (AB)                                            | 67,44 | 7          | 62,34 | 6          | —     | —          | —           | —           | —       | —          | —     | —          |
| Euzko Alderdi Jeltzalea-Partido Nacionalista Vasco (EAJ-PNV)  | 26,51 | 2          | 9,57  | 1          | —     | —          | 92,66       | 9           | 52,11   | 5          | —     | —          |
| Partido Socialista de Euskadi-Euskadiko Ezkerra (PSE-EE PSOE) | 2,74  | 0          | 0,00  | 0          | 2,78  | 0          | 1,08        | 0           | —       | —          | —     | —          |
| Bai Asteasuri (BA)                                            | —     | —          | 26,57 | 2          | 89,14 | 9          | —           | —           | —       | —          | —     | —          |
| Partido Popular del País Vasco (PP)                           | —     | —          | 0,76  | 0          | 2,27  | 0          | 2,81        | 0           | 1,63    | 0          | —     | —          |
| Euskal Herritarrok (EH)-Herri Batasuna (HB)                   | —     | —          | —     | —          | —     | —          | Ilegalizado | Ilegalizado | 45,03   | 4          | 40,24 | 4          |
| Eusko Alkartasuna (EA)                                        | —     | —          | —     | —          | —     | —          | Con PNV     | Con PNV     | Con PNV | Con PNV    | 56,91 | 5          |

## Patrimonio

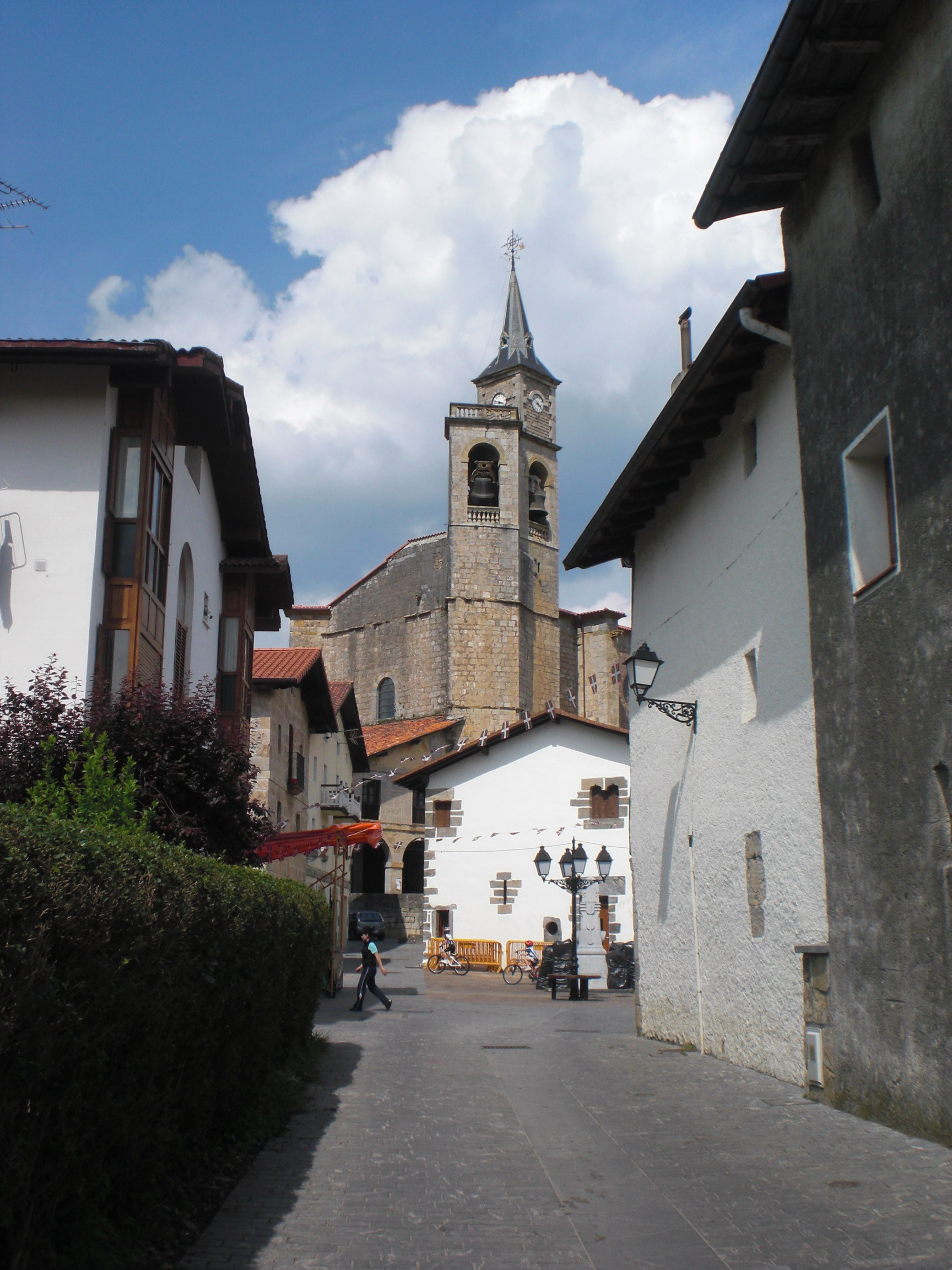
Iglesia de San Pedro

Hay en la localidad una iglesia de San Pedro.